# Con Air
Con Air es una película de suspenso y acción estadounidense de 1997 dirigida por Simon West y protagonizada por Nicolas Cage, John Cusack y John Malkovich. Escrita por Scott Rosenberg y producida por Jerry Bruckheimer, la película transcurre sobre un avión que transporta prisioneros y trata la fuga de estos durante el vuelo. Cuenta con Steve Buscemi, Ving Rhames, Colm Meaney, Dave Chappelle, Rachel Ticotin, Danny Trejo y Monica Potter en papeles secundarios.
Con Air fue estrenada en cines el 6 de junio de 1997 por Buena Vista Pictures a través de Touchstone Pictures y fue un éxito de taquilla, recaudando más de 224 millones de dólares con un presupuesto de producción de 75 millones; alcanzó a estar entre los filmes más taquilleros de 1997. La película recibió críticas variadas, aunque se elogió el elenco, la banda sonora y las escenas de acción. La cinta se ganó un gran número de seguidores de culto entre los aficionados de Nicolas Cage. Recibió nominaciones al Óscar al mejor sonido y mejor canción original por «How Do I Live», interpretada en la banda sonora por Trisha Yearwood.

## Sinopsis
Cameron Poe (Nicolas Cage) es dado de baja honorable del ejército de Estados Unidos con el rango de Sargento después de haber sido desplegado en el extranjero varias veces con su unidad militar. Sin embargo, después de regresar a casa con su esposa, es sentenciado a diez años de prisión por homicidio involuntario, después de matar a uno de los tres hombres que intentaron atacarlo a él y a su esposa embarazada, Tricia (Monica Potter). Mientras está en prisión, Poe se comunica con Tricia y su hija recién nacida, Casey (Landry Allbright), a través de cartas; ocho años más tarde, es puesto en libertad condicional y las autoridades han preparado su regreso a Alabama a bordo del "Jailbird", un Fairchild C-123 Provider convertido en transporte aéreo de prisioneros. Poe está acompañado por su amigo y compañero de celda diabético, Mike "Baby-O" O'Dell (Mykelti Williamson), quién está siendo transferido. El vuelo es supervisado por el mariscal estadounidense Vince Larkin (John Cusack), a quien se acercan los agentes de la DEA, Duncan Malloy (Colm Meaney) y Willie Sims (José Zúñiga), este último planea ir de encubierto para conseguir información del narcotraficante Francisco Cindino (Jesse Borrego), quien será recogido en el camino.
Varios reclusos están siendo transferidos a una prisión de máxima seguridad, incluido el asesino en serie William "Billy Bedlam" Bedford (Nick Chinlund), el violador en serie John "Johnny-23" Baca (Danny Trejo), el miembro de la familia Black Guerrilla, Nathan "Diamond Dog" Jones (Ving Rhames) y la mente criminal Cyrus "The Virus" Grissom (John Malkovich). Después de despegar, el afable recluso Joe "Pinball" Parker (Dave Chappelle) incita a los disturbios para generar distracción, libera a Grissom y Diamond Dog y se hacen con el control del avión. Los presos secuestradores planean aterrizar en el Aeropuerto de Carson según lo programado, para recoger y transferir a otros prisioneros y luego volar a un país sin extradición. Sims intenta tomar el control del avión, pero Grissom lo mata. Poe y Grissom también frustran los intentos de violación por parte de Johnny-23 a la única mujer tripulante del avión, Sally Bishop (Rachel Ticotin).
El avión llega a Carson City según lo planeado y comienza el intercambio de reclusos, sin que la tripulación de tierra sepa que los secuestradores están disfrazados de guardias. Cuando comienza la transferencia, la mayoría de los guardias del avión se ven obligados a hacerse pasar por presos y son transportados fuera del avión. Entre los nuevos pasajeros se encuentran Cindino, el nuevo piloto Earl "Swamp Thing" Williams (M. C. Gainey) y el asesino en serie Garland Greene (Steve Buscemi). Las autoridades descubren el secuestro al encontrar evidencia en la antigua celda de Grissom y una grabadora colocada con los guardias disfrazados por Poe, pero no logran evitar que el avión despegue. Mientras tanto, Pinball, es enviado por los reclusos para deshacerse del transpondedor del avión para evitar que sea detectado, lo intenta pero no logra regresar al avión secuestrado. 
Los reclusos planean aterrizar en el Aeropuerto de Lerner, una pista de aterrizaje abandonada en el desierto, y trasladarse a otro avión propiedad de Cindino y su cartel. Poe encuentra el cadáver de Pinball atrapado en el tren de aterrizaje y escribe un mensaje para Larkin en el cuerpo antes de tirarlo. Larkin se entera de las noticias y se dirige a Lerner después de contactar con la Guardia Nacional. Bedford, al asaltar la bodega de carga, descubre la identidad de Poe cuando lee su carta de libertad condicional y encuentra un conejo de peluche que Poe quiere darle a su hija, lo que obliga a Poe a matarlo. 
El avión aterriza en Lerner, sin señales del otro avión para el traspaso. Poe advierte a los reclusos sobre los actos de traición y engaño de Cindino y, por lo tanto, Grissom ordena a los demás llenar de combustible el avión y prepararlo para el despegue. Poe se va a buscarle una jeringa para administrarle insulina a Baby-O, se encuentra con Larkin y le informa sobre la situación. El dúo descubre que Cindino planea escapar en un jet privado oculto, con Larkin saboteándolo mientras despega. Grissom ejecuta a Cindino encendiendo el combustible del avión estrellado. Mientras tanto, Johnny-23, asignado como centinela en la torre de control, ve que se acerca un convoy de la Guardia Nacional y alerta a los demás. Los reclusos encuentran un alijo de escopetas y rifles M-16 en la bodega de carga del avión, donde Grissom ve el cadáver de Bedford, y preparan una emboscada. Cuando llegan los guardias nacionales, los presos lanzan un asalto; algunos son asesinados, pero Larkin defiende a las tropas supervivientes usando una excavadora como escudo improvisado. Varios reclusos son asesinados y el resto huye de regreso al Jailbird y emprenden vuelo. 
La identidad de Poe se revela cuando se encuentra el cuerpo de Bedford y su carta. Grissom está a punto de ejecutarlo junto a Baby-O cuando Larkin y Malloy llegan en helicópteros de ataque, lanzando fuego de ametralladora y dañando el tanque de combustible del Jailbird. Aunque Larkin ordena que el avión aterrice en Aeropuerto Internacional Harry Reid, Swamp Thing se ve obligado a aterrizar en el Strip de Las Vegas, causando una destrucción masiva y matando a Johnny-23. Grissom, Diamond Dog y Swamp Thing escapan en un camión de bomberos robado, perseguidos por Poe y Larkin en motocicletas policiales. Diamond Dog muere, Swamp Thing es capturado cuando el camión se estrella y Grissom muere poco después cuando un martillo pilón aplasta su cabeza. Con los autores intelectuales muertos, el resto de los reclusos son rápidamente capturados. Poe y Larkin forman una amistad. Poe conoce a su hija por primera vez y le da el conejo de peluche que le había conseguido. El único criminal que no se tiene en cuenta es Greene, quien ahora está aparentemente cambiado y vive la gran vida como jugador en Las Vegas.

## Reparto
- Nicolas Cage como Cameron «Hillbilly» Poe - Un exconvicto en libertad condicional y exsoldado del 75.º Regimiento Ranger, condenado por matar a un hombre que abusó verbalmente de su esposa y atacó a Poe, toma el vuelo a bordo de mismo avión que traslada los más peligrosos presos desde San Quintin a Alabama, donde se reunirá con su familia.
- John Cusack como Vince Larkin - Un Agente Federal que busca recuperar el avión con la ayuda de Poe.
- John Malkovich como Cyrus «The Virus» Grissom - Un astuto e inteligente criminal y principal antagonista, pasó veinticinco de sus treinta y nueve años en el sistema penitenciario por robo, homicidio, secuestro y extorsión. Grissom obtuvo una licenciatura y un doctorado durante su condena, sin embargo asegura haber matado «más gente que el cáncer.»
- Ving Rhames como Nathan «Diamond Dog» Jones - Un líder del nacionalismo negro encarcelado por matar miembros de la Asociación Nacional del Rifle, es el segundo al mando después de Cyrus durante el levantamiento. En prisión, escribió un libro titulado Reflections in a Diamond Eye, descrito por los críticos como «una llamada de atención hacia la comunidad negra.»
- Mykelti Williamson como Mike «Baby-O» O'Dell - El no violento y diabético compañero de celda de Poe, es uno de los pocos prisioneros decentes del avión. Su dosis de insulina tenía que ser administrada durante el vuelo, pero se rompieron cuando el resto de los prisioneros se rebelaron, dejándolo débil y forzando a Poe a quedarse a bordo para protegerlo.
- Nick Chinlund como William «Billy Bedlam» Bedford - Un genocida que cumple ocho cadenas perpetuas consecutivas por asesinar a toda la familia de su esposa adúltera y clasificado como uno de los prisioneros más peligrosos junto a Grissom, Jones y Greene.
- Steve Buscemi como Garland «The Marietta Mangler» Greene - Un infame asesino en serie temido por otros reclusos y reverenciado por Grissom, fue encarcelado bajo las más altas medidas de seguridad, incluyendo un chaleco de contención y una máscara al estilo Hannibal Lecter. Cuando el avión para en el Aeródromo Lerner, encuentra una niña y parece fascinado con sus muñecas, la escena donde canta «He's Got the Whole World in His Hands» es una de las más memorables de la película. Poe lo cree loco cuando Greene le cuenta acerca de sus asesinatos, un total de treinta y siete.
- Danny Trejo como Johnny «Johnny-23» Baca - Un violador en serie que debe su nombre al número de víctimas que ha violado, las cuales se tatúa en el brazo, aunque él asegura que es responsable de muchas más.
- M. C. Gainey como Swamp Thing - Un veterano de la Guerra de Vietnam y narcotraficante encarcelado por conducir un avión lleno de drogas, es utilizado como piloto del «Jailbird» para reemplazar al original en Carson City.
- Jesse Borrego como Francisco Cindino - Proveniente de una familia de carteles colombiana, financia el escape de Grissom. Es asesinado por Grissom después de que lo traicione.
- Dave Chappelle como Joe «Pinball» Parker - Un drogadicto y pirómano responsable de distraer a los guardias permitiendo a Grissom y Jones iniciar la tóma del control del avión.
- Renoly Santiago como Ramon «Sally-Can't Dance» Martinez - Un afeminado y travesti prisionero.
- Colm Meaney como Duncan Malloy - Un ferviente agente de la DEA que desea derribar el avión, ante la negativa de Larkin.
- Rachel Ticotin como Guardia Sally Bishop - Una guardia del avión que transporta a Poe y O'Dell, quienes la protegen.
- Angela Featherstone como Ginny.
- Steve Eastin como Guardia Falzon - El principal guardia del avión, es salvado por Poe, quien le coloca la grabadora de Sims para alertar a las autoridades de Carson City.
- José Zúñiga como Willie Sims - Un agente encubierto de la DEA que es transportado como uno de los prisioneros para interrogar a Cindino acerca del negocio de las drogas de su familia, muere por un disparo de Cyrus Grissom.
- Brendan Kelly como Conrad - Uno de los convictos de Carson City.
- Kevin Gage como Billy Joe - El hombre que Cameron mata al principio y la razón por la cual es enviado a prisión. Gage no aparece en los créditos de la película.
- Monica Potter como Tricia Poe - La esposa de Poe.
- Landry Allbright como Casey Poe - La hija de Poe de ocho años de edad a quien conoce después de que se estrella el avión.
- Ned Bellamy como Chopper Pilot.
- Fredric Lehne como Piloto.
- Chris Ellis como B.O.P. Official Grant.
- Doug Hutchison como Guardia Donald.
- John Diehl como Abogado defensor de Poe.
- Powers Boothe como Voz en off como oficial del ejército en la ceremonia de despedida de Poe.

## Producción
Con el trabajo de la segunda unidad comenzando el 24 de junio de 1996, la fotografía principal comenzó poco después en Salt Lake City, el 1 de julio de 1996, y continuó hasta el 29 de octubre de 1996 en varias locaciones. Si bien la mayoría de los interiores del avión de transporte Fairchild C-123 Provider se filmaron en el estudio de sonido número siete de Hollywood Center Studios, el aeropuerto de Wendover en Utah, como sustituto del aeródromo ficticio de Lerner, se utilizó para las escenas de vuelo del C-123 y del taxi. El director Simon West eligió el área árida y remota de Wendover «porque se parecía a la superficie de la luna... Mi idea era que era perfecta para los convictos que habían estado encerrados durante 10, 20, 30 años en pequeñas celdas». La antigua base de bombarderos en tiempos de guerra también se usó para las escenas del cementerio de aviones, mientras que la piscina original en la base se usó en una escena en la que Garland Greene habla con una niña.
El 29 de agosto de 1996, Phillip Swartz, un soldador empleado por Special Effects Unlimited, una empresa con sede en Los Ángeles, murió aplastado en Wendover cuando un modelo estático del C-123 utilizado en la película cayó sobre él. Los créditos de la película terminan con «En memoria de Phil Swartz».
Después de la filmación, los cineastas donaron el modelo de la película Jailbird utilizado para las escenas del taxi a la Fundación del Aeródromo Histórico de Wendover, donde se exhibió en la rampa como una atracción para los visitantes.
Otros lugares de rodaje incluyeron el aeropuerto Ogden-Hinckley, donde se ve el intercambio de prisioneros. La escena en la que el ala izquierda del avión golpea el letrero de Fender Stratocaster del Hard Rock Hotel & Casino (que luego acogió el estreno de la película), se filmó con una réplica del letrero de la guitarra y un modelo en miniatura del Jailbird. El lugar del accidente fue filmado en el Sands Hotel antes de su demolición el 26 de noviembre de 1996. El productor Jerry Bruckheimer encontró el lugar adecuado para el final, originalmente se planeaba un accidente en la Casa Blanca, pero Las Vegas estuvo más en consonancia con el tema y el juego de palabras visual de los convictos. «Tuvimos mucha suerte... The Sands iba a ser demolido de todos modos. Ellos volaron la torre por su cuenta. Acordamos volar el frente del edificio». El túnel de 2nd Street en Los Ángeles también se usó para la escena de persecución cerca del final de la película.
El avión Jailbird usado durante las escenas de vuelo en la película tuvo varios dueños, militares y privados. En diciembre de 2003 fue vendido a All West Freight Inc. de Delta Junction, Alaska. En agosto de 2010, el avión se destruyó al chocar en el Mount Healy del parque nacional y reserva Denali de Alaska. Los tres miembros de la tripulación murieron en el accidente.
La película utilizó varios modelos muy detallados a escala 1/15, y una multitud de aviones militares y privados ensamblados para la escena del cementerio del desierto. Un avión de transporte Convair C-131 Samaritan y un helicóptero Piasecki H-21 destacaban entre los restos dispersos de la escena del cementerio.
En los comentarios del DVD de Chappelle's Show, Dave Chappelle comenta que improvisó la mayoría de su diálogo en la película. Jerry Bruckheimer quería eliminar la escena final de Garland Greene en la mesa de craps en Las Vegas y finalizar con la reunión familiar. Los guionistas lo convencieron de incluir la escena y en las proyecciones de preestreno al público le gustó.

## Música
La película contó con el exitoso sencillo de LeAnn Rimes escrito por Diane Warren «How Do I Live», interpretado por Trisha Yearwood para la película. Walt Disney Motion Picture Group (propietario de Touchstone Pictures) eligió la versión de Rimes, pero consideró que la versión tenía demasiado sentimiento pop, y en su lugar se utilizó la versión de Trisha Yearwood. Ambas versiones fueron lanzadas el 27 de mayo de 1997.
El álbum de la banda sonora de Con Air omite dos canciones que aparecen en la película: «How Do I Live» y «Sweet Home Alabama» de Lynyrd Skynyrd. Aunque es un elemento clave de la película, Mick LaSalle del San Francisco Chronicle señaló: «La banda sonora se vuelve ruidosa y molesta [...] y se mantiene tan fuerte durante toda la película que prácticamente funciona como un dispositivo de distanciamiento».
1. «Con Air Theme» - 1:34
2. «Trisha» - 1:04
3. «Carson City» - 3:05
4. «Lear Crash» - 4:44
5. «Lerner Landing» - 3:28
6. «Romantic Chaos» - 1:23
7. «The Takeover» - 3:52
8. «The Discharge» - 1:09
9. «Jailbirds» - 0:59
10. «Cons Check Out Lerner» - 1:56
11. «Poe Saves Cops» - 2:25
12. «The Fight» - 0:23
13. «Battle In The Boneyard» - 7:41
14. «Poe Meets Larkin» - 1:16
15. «Bedlam Larkin» - :49
16. «Fire Truck Chase» - 4:22
17. «Overture» - 4:19

## Recepción

### Taquilla
Con Air se estrenó el 6 de junio de 1997 en 2824 cines en los Estados Unidos y Canadá y recaudó 24,1 millones de dólares en su primer fin de semana, encabezando la taquilla estadounidense. También se estrenó en el Reino Unido, Hong Kong, Israel y partes de América Latina, incluidos Brasil y México, recaudando cinco millones de dólares durante el fin de semana, con una recaudación mundial total de 29 millones de dólares. En Estados Unidos y Canadá, recaudó 15,7 millones de dólares en su segundo fin de semana y 10,4 millones en el tercero, terminando segundo y tercero, respectivamente.
La película recaudó 101,1 millones de dólares en los Estados Unidos y Canadá, y 122,9 millones en otros territorios, alcanzando un total mundial de 224 012 234 dólares.

### Crítica
La película recibió alcanzó un 58 % de críticas positivas según el agregador de reseñas Rotten Tomatoes, basándose en 71 reseñas, con una puntuación promedio de 5,7 sobre 10. El consenso de los críticos del sitio dice: «Con Air no ganará ningún premio por su credibilidad y todos los involucrados parecen alegremente conscientes de ello, lo que hace que algunos de los mayores defectos de este blockbuster de acción sean bastante fáciles de perdonar». En Metacritic, la película tiene una puntuación media ponderada de 52 sobre 100, basada en 23 críticos, lo que indica «críticas mixtas o promedio». El público encuestado por CinemaScore le dio a la película una calificación promedio de «B+» en una escala de A+ a F.
Roger Ebert, reseñando el filme para Chicago Sun-Times, le dio tres sobre cuatro estrellas, comentando que «se mueve suavemente, con estilo visual e inteligencia verbal.» Janet Maslin, crítica de The New York Times, consideró a Con Air como un ejemplo del «género de las atracciones emocionantes». En contraste, el crítico de Rolling Stone, Peter Travers, criticó los diálogos y señaló que el filme es «una invitación a deleitarse con la perversidad y unirse». Andrew Johnston, crítico de Time Out New York, opinó: «Después La Roca el verano pasado, pensé que parecía físicamente imposible hacer una película de acción más exagerada. Eso fue bastante miope de mi parte, ya que era solo cuestión de tiempo hasta que el productor Jerry Bruckheimer se superara a sí mismo como lo hace con la tremendamente entretenida Con Air».
La revista Maxim colocó el clímax del accidente aéreo de Las Vegas de la película en la parte superior de su lista de 2007 de «los diez accidentes aéreos de películas más horribles», una elección que fue ridiculizada por Wired. En 2022, el sitio Collider afirmó que «Con Air es genuinamente una de las películas de acción más locas jamás hechas».

### Premios y nominaciones
| Premio                                      | Categoría                                                              | Candidatos | Resultado |
| ------------------------------------------- | ---------------------------------------------------------------------- | --- | --------- |
| Premios Óscar                               | Mejor canción original                                                 | «How Do I Live» Música y letra de Diane Warren | Nominada  |
| Premios Óscar                               | Mejor sonido                                                           | Kevin O'Connell, Greg P. Russell y Art Rochester | Nominados |
| Premios ALMA                                | Mejor actriz en un largometraje                                        | Rachel Ticotin | Nominada  |
| ASCAP Film and Television Music Awards      | Canciones más interpretadas de películas                               | «How Do I Live» Música y letra de Diane Warren | Ganadora  |
| Blockbuster Entertainment Awards            | Actor favorito - Acción/aventura                                       | Nicolas Cage (también por Face/Off) | Ganador   |
| Blockbuster Entertainment Awards            | Actor de reparto favorito - Acción/aventura                            | John Cusack | Ganador   |
| Blockbuster Entertainment Awards            | Actriz de reparto favorita - Acción/aventura                           | Rachel Ticotin | Nominada  |
| Blockbuster Entertainment Awards            | Canción de película favorita                                           | Trisha Yearwood - «How Do I Live» | Nominada  |
| Premios BMI                                 | Premio de música de cine                                               | Mark Mancina | Ganador   |
| Bogey Awards                                | Bogey Awards                                                           | Bogey Awards | Ganadora  |
| Premios Golden Raspberry                    | Peor canción original                                                  | «How Do I Live» Música y letra de Diane Warren | Nominada  |
| Premios Golden Raspberry                    | El peor desprecio imprudente por la vida humana y la propiedad pública | El peor desprecio imprudente por la vida humana y la propiedad pública                                                                                   | Ganadora  |
| Golden Reel Awards                          | Mejor edición de sonido - Diálogo y ADR                                | David Williams, Robert Ulrich, Gail Clark Burch, Jeff Clark, Richard Corwin, Susan Kurtz, Carin Rogers, Zack Davis, Stephen Janisz y Kerry Dean Williams | Nominados |
| Golden Reel Awards                          | Mejor edición de sonido - Efectos de sonido y foley                    | Mejor edición de sonido - Efectos de sonido y foley | Nominada  |
| Premios Grammy                              | Mejor canción escrita para medios visuales                             | «How Do I Live» Música y letra de Diane Warren | Nominada  |
| Premios Jupiter                             | Mejor actor internacional                                              | Nicolas Cage (también por Face/Off) | Ganador   |
| Online Film & Television Association Awards | Mejor canción original                                                 | «How Do I Live» Música y letra de Diane Warren | Nominada  |
| Premios Saturn                              | Mejor actor de reparto                                                 | Steve Buscemi | Nominado  |